# Alhazensches Problem
Das Alhazensche Problem, benannt nach dem mittelalterlichen arabischen Astronomen Alhazen, ist ein Problem der geometrischen Optik.
Es fragt nach der Lage eines Reflexionspunktes auf einer kugelförmigen, spiegelnden Oberfläche bei vorgegebenen Punkten des Strahlenverlaufs.
Da dieses Problem schon in der Optik des Claudius Ptolemäus untersucht wurde, spricht man manchmal auch vom Ptolemäischen Alhazenschen Problem.

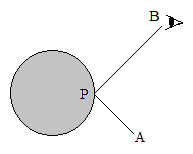
Gegeben sind und sowie die reflektierende Kugel. Finde den Reflexionspunkt !

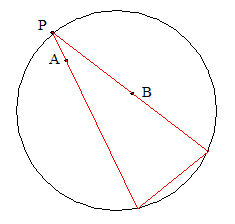
Das Alhazensche Problem als Suche nach einem gleichschenkligen Dreieck

## Formulierung des Problems
Gegeben seien zwei Punkte {\displaystyle A} als Lichtquelle und {\displaystyle B} als Detektor, dieser etwa als beobachtendes Auge, und eine spiegelnde Kugeloberfläche, die die Verbindungsstrecke {\displaystyle [AB]} von {\displaystyle A} nach {\displaystyle B} nicht schneidet.
Auf welchen Punkt {\displaystyle P} der Kugeloberfläche muss ein von {\displaystyle A} ausgehender Lichtstrahl treffen, damit er in den Punkt {\displaystyle B} reflektiert wird?
Dies wird zu einem ebenen, geometrischen Problem, wenn man sich in eine Ebene begibt, die die Punkte {\displaystyle A,B} und den Kugelmittelpunkt enthält.
Gegeben sind zwei Punkte {\displaystyle A,B} und ein Kreis, der die Verbindungsstrecke {\displaystyle [AB]} von {\displaystyle A} nach {\displaystyle B} nicht schneidet.
Für welchen Punkt {\displaystyle P} der Kreislinie schließen die Geraden {\displaystyle {\overline {AP}}} und {\displaystyle {\overline {BP}}} denselben Winkel mit der Tangente in {\displaystyle P} ein?
Man unterscheidet ein äußeres und ein inneres Problem, je nachdem, ob die beiden Punkte innerhalb oder außerhalb des Kreises liegen.
Beim inneren Problem spricht man auch vom Alhazenschen Billard-Problem (man stelle sich einen kreisförmig begrenzten Billardtisch vor).
Man kann das Problem dann auch so formulieren, dass man das gleichschenklige Dreieck sucht, dessen Umkreis der gegebene Kreis ist und dessen Schenkel durch die beiden gegebenen Punkte verlaufen.
Dies ist äquivalent zu folgendem Problem. 
Finde für zwei vorgegebene Punkte innerhalb eines Kreises die maximale Ellipse, die diese Punkte als Brennpunkte hat und noch innerhalb des Kreises liegt. Ein Berührpunkt aus Kreis und Ellipse ist dann die gesuchte Lösung.
Eine weitere äquivalente geometrische Umformulierung für das äußere Problem fragt zu einem gegebenen Kreis und zwei außerhalb gelegenen Punkten {\displaystyle A,B}, deren Verbindungsstrecke die Kreislinie nicht schneidet, nach dem Punkt {\displaystyle P} der Kreislinie, sodass die Summe {\displaystyle [AP]+[PB]} der Streckenlängen {\displaystyle [AP]} und {\displaystyle [PB]} minimal wird.

## Geometrische Lösung

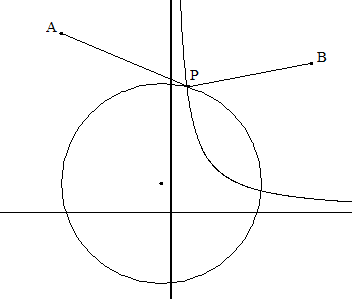
Skizze zur geometrischen Lösung des Alhazenschen Problems

Dieses bereits auf Claudius Ptolemäus zurückgehende Problem wurde von Alhazen im 11. Jahrhundert gelöst und im fünften und sechsten Buch seines Werks Kitab al-Manazir beschrieben. Diese Lösung gilt als sehr kompliziert. Christian Huygens und René Sluze haben im 17. Jahrhundert die Konstruktion im Rahmen einer längeren Korrespondenz wesentlich vereinfacht. Das Ergebnis dieser Arbeit besteht in der Konstruktion eines Paares sich im rechten Winkel schneidender Geraden, zu denen Hyperbeln mit diesen Geraden als Asymptoten konstruiert werden.
Deren Schnittpunkte mit der Kreislinie (des vorgegebenen reflektierenden Spiegels) ergeben dann den gesuchten Reflexionspunkt. Die in der erwähnten Korrespondenz erreichte schrittweise Vereinfachung und weitere historische Angaben finden sich im unten angegebenen Artikel Alhazens Spiegelproblem.

## Algebraische Lösung
Ohne Beschränkung der Allgemeinheit betrachten wir den Einheitskreis {\displaystyle \mathbb {D} } mit der begrenzenden Kreislinie {\displaystyle \partial \mathbb {D} }. Die Punkte {\displaystyle A} und {\displaystyle B} werden in der komplexen Ebene durch komplexe Zahlen {\displaystyle z_{A}} und {\displaystyle z_{B}} dargestellt. Dann gilt:
Das Polynom vierten Grades
{\displaystyle {\overline {z_{A}z_{B}}}\cdot u^{4}-({\overline {z_{A}}}+{\overline {z_{B}}})\cdot u^{3}+(z_{A}+z_{B})\cdot u-z_{A}z_{B}}
hat Nullstellen {\displaystyle u\in \partial \mathbb {D} }.
Unter diesen ist diejenige mit minimalem Wert {\displaystyle |z_{A}-u|+|z_{B}-u|} der gesuchte Lösungspunkt.
Damit ist das Problem auf die Lösung einer Gleichung vierten Grades zurückgeführt. Das ist bekanntlich algebraisch (durch Radikale) lösbar.

## Unlösbarkeit mit Zirkel und Lineal

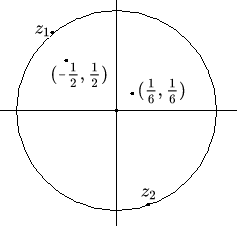
Skizze zum Beispiel

In der geometrischen Betrachtungsweise interessiert die Konstruktion mit Zirkel und Lineal. Jack M. Elkin hat gezeigt, dass dies im Allgemeinen nicht möglich ist.
Als Beispiel betrachte man die Punkte {\displaystyle ({\tfrac {1}{6}},{\tfrac {1}{6}})} und {\displaystyle (-{\tfrac {1}{2}},{\tfrac {1}{2}})} im Einheitskreis. Die obige algebraische Lösung führt nach Multiplikation mit dem Hauptnenner auf die Polynomgleichung
{\displaystyle u^{4}-(2+4\mathrm {i} )\cdot u^{3}+(2-4\mathrm {i} )\cdot u-1=0}.
Numerisch findet man zwei Lösungen auf dem Einheitskreis (auf vier Nachkommastellen gerundet):
{\displaystyle z_{1}=-0{,}6323+0{,}7747\,\mathrm {i} } und {\displaystyle z_{2}=0{,}3213-0{,}9470\,\mathrm {i} }
Zum Nachweis der Nichtkonstruierbarkeit des Realteils von {\displaystyle z_{1}} setze {\displaystyle u=x+y\,\mathrm {i} } ins Polynom ein, multipliziere aus, extrahiere den Imaginärteil und ordne nach geraden und ungeraden Potenzen von {\displaystyle y}. Man erhält
{\displaystyle y\cdot (2y^{2}-4xy^{2}+4x^{3}-6x^{2}+2)=4x^{3}-12xy^{2}+4x}.
Quadriert man beide Seiten, so hat man nur noch gerade Potenzen von {\displaystyle y}. Ersetzt man darin {\displaystyle y^{2}} durch {\displaystyle 1-x^{2}} (denn unsere komplexe Nullstelle liegt ja auf dem Einheitskreis) und bringt wieder alles auf eine Seite, so erhält man ein Polynom achten Grades mit ganzzahligen Koeffizienten zur Bestimmung von {\displaystyle x}.
Zerlegt man dieses in irreduzible Faktoren (etwa mit dem Kronecker-Verfahren), so erhält man einen Faktor.
{\displaystyle x^{4}-2x^{3}+4x^{2}+2x-1},
der als einziger für eine Nullstelle {\displaystyle x_{1}=\mathrm {Re} \,z_{1}} in Frage kommt. Nach dem Lemma von Gauß ist dieses Polynom auch über {\displaystyle \mathbb {Q} } irreduzibel, ist also gleich dem Minimalpolynom von {\displaystyle x_{1}=\mathrm {Re} \,z_{1}}. Die Körpererweiterung {\displaystyle \mathbb {Q} \subset \mathbb {Q} (x_{1})} hat damit den Grad {\displaystyle 4=2^{2}}. Es erfüllt zwar die notwendige Bedingung für eine konstruierbare Zahl, diese ist aber nicht hinreichend, denn {\displaystyle x_{1}} muss in einem Körperturm aus Körpererweiterungen vom Grad 2 liegen. Man kann zeigen, dass dies nicht der Fall ist. Daher ist das Alhazensche Problem im Allgemeinen nicht mit Zirkel und Lineal lösbar.